# Plantago argentea
Plantago argentea är en grobladsväxtart. Plantago argentea ingår i släktet kämpar, och familjen grobladsväxter.

## Underarter
Arten delas in i följande underarter:
- P. a. argentea
- P. a. liburnica

## Bildgalleri

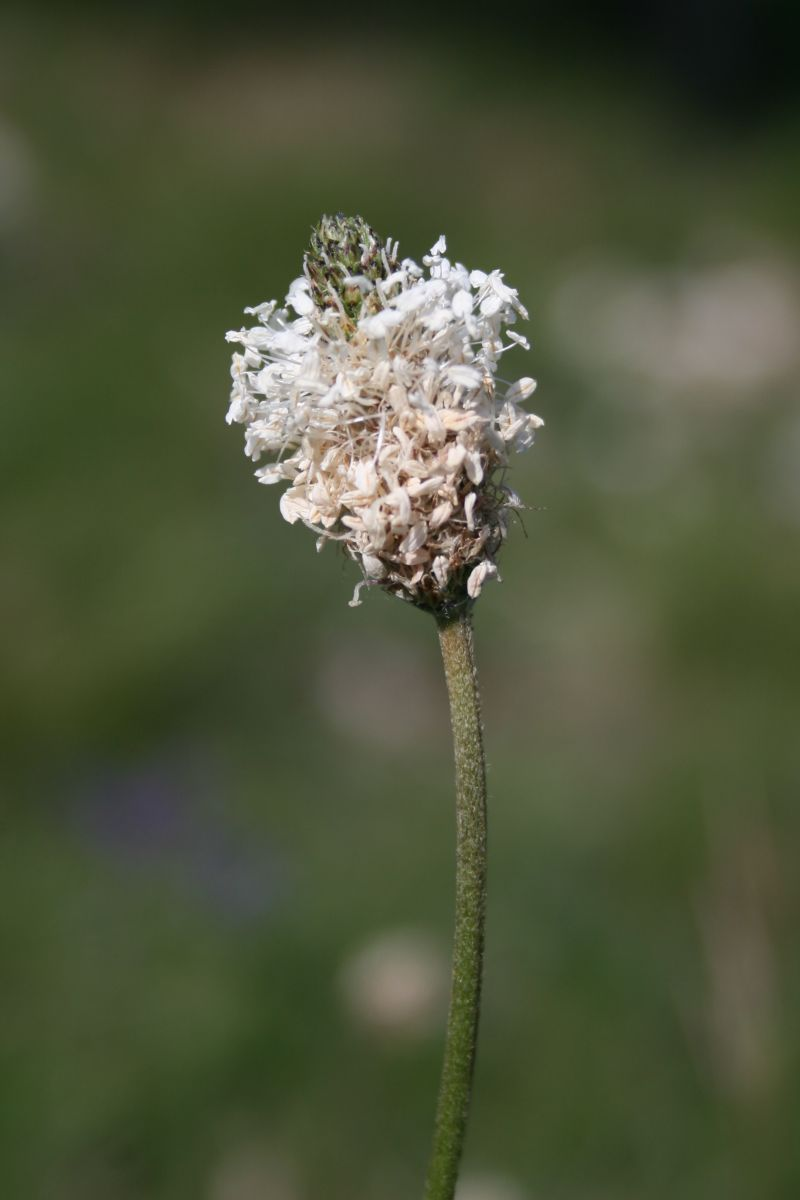
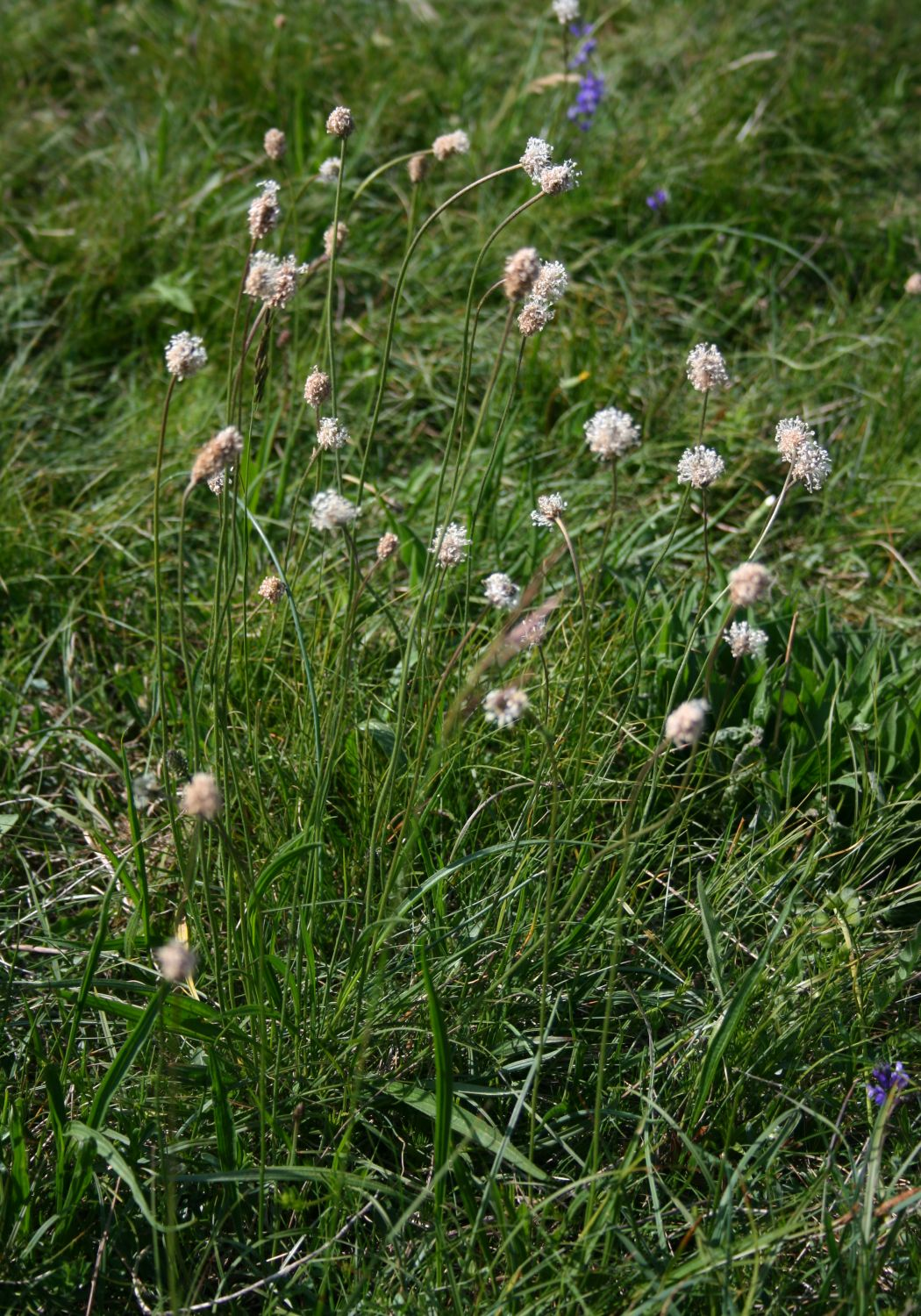